# Yuki Nakamura
Yuki Nakamura (中村 祐輝 Nakamura Yuki?), född 4 juni 1987 i Shizuoka prefektur, är en japansk fotbollsspelare.
Nakamura började sin karriär 2010 i CS Turnu Severin. Efter CS Turnu Severin spelade han för FK Viktoria Žižkov, FK Bodva Moldava nad Bodvou, MŠK Rimavská Sobota, FC Gifu och Júbilo Iwata. Han avslutade karriären 2016.